# Jez (Rožmitál pod Třemšínem)
Jez je rybník o rozloze 1,25 ha v Rožmitále pod Třemšínem v okrese Příbram.

## Popis

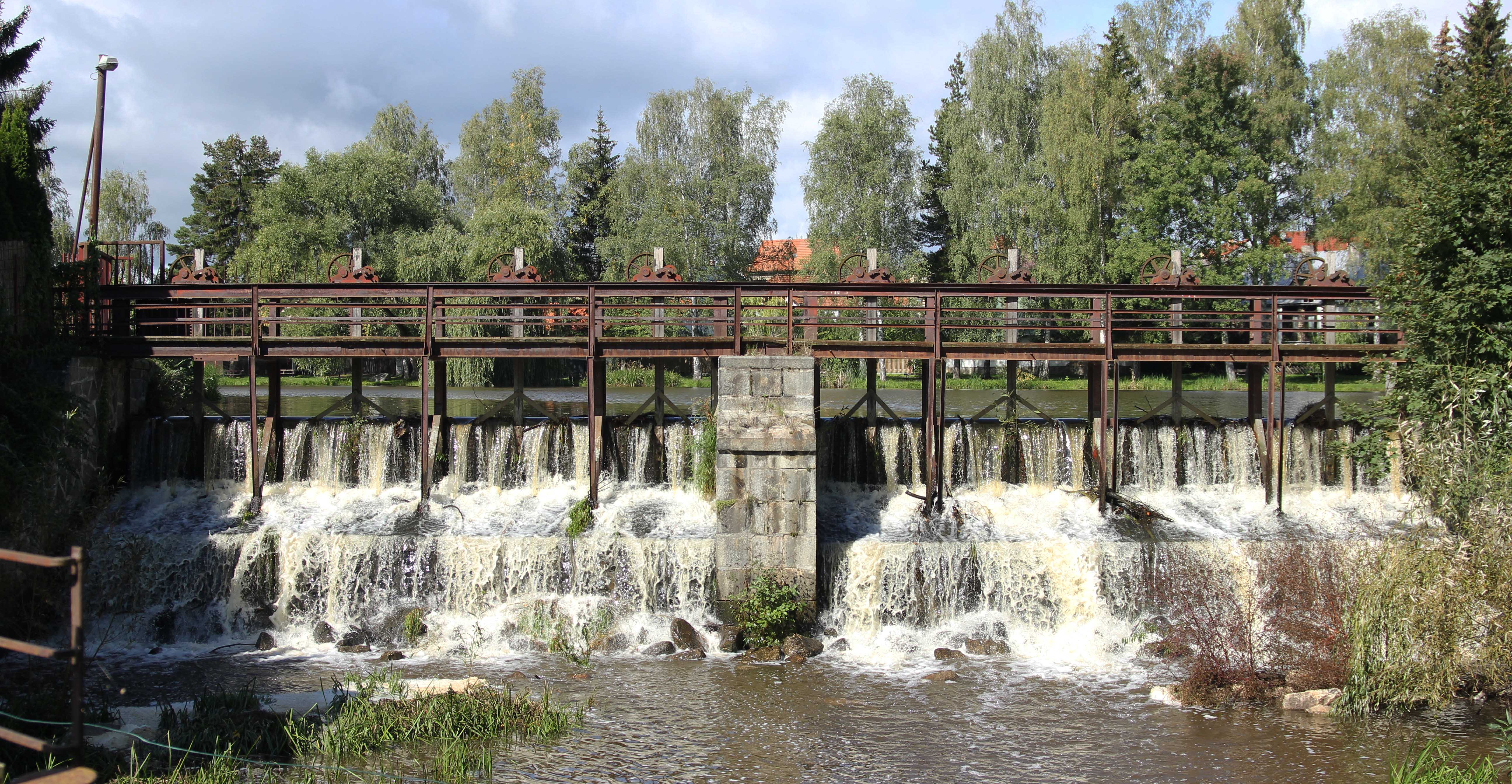
Stavidla

Rybník o rozloze 1,25 ha se nachází na kraji městského centra v Rožmitále pod Třemšínem. Má podlouhlý tvar, který se rozšiřuje směrem k východní straně. Z většiny je obklopen zástavbou pouze na východní straně je volný prostor s parkovou úpravou. Rybníkem protéká řeka Vlčava, která přitéká ze západu z rybníka Kuchyňka a vytéká na západní straně, kde je odtok regulován stavidly. 

## Historie
Hráz rybníka byla stržena při velké povodni v roce 1895. Stržen byl také silniční most v ulici Palackého.
Podoba rybníka se změnila v 2. polovině 20. století. Přítok od Sadoňského rybníka byl odkloněn přímo do Vlčavy, čímž byla zmenšena i rozloha rybníka. Následně do něj byla vyústěna část kanalizace z městské zástavby, kdy byl užíván jako sedimentační nádrž. Na začátku 70. let již bylo nutné přistoupit k odbahnění rybníka, který již velmi zapáchal. Bahno bylo vyváženo na území zahrádkářské kolonie Hliník vedle silnice I/19.